# 真納誕辰紀念日
真納誕辰紀念日（正式名稱為偉大領袖日，亦稱為領袖日），是巴基斯坦的國定假日，於每年12月25日慶祝國父穆罕默德·阿里·真納的生日。該節日自1942年真納仍在世時即開始實施，該國國民和政府會於主要的私人或公共建築（如位於喀拉蚩的領袖真納故居）懸掛國旗。

## 緣由
穆罕默德·阿里·真納（1876年—1948年）是巴基斯坦的建國領袖及印巴分治後首任自治領總督，是該國歷史上最受尊敬的領導人之一，常尊稱為「偉大領袖」（ Quaid-i-Azam）或「國父」（ Baba-i-Qaum）。1942年12月25日真納生日當天，全印穆斯林聯盟為貧窮人士募集基金，並提供食物；開國元勛之一的利雅卡特·阿里·汗亦為其舉辦午餐會；穆斯林教徒也於德里的威靈頓公館（Wellington Pavilion）為真納舉行招待會。自此之後，每年12月25日巴基斯坦都會舉辦包括招待會、遊行、紀念儀式、演講在內的活動紀念真納，部分國家領導人和政要亦會表示祝賀。

## 習俗和傳統

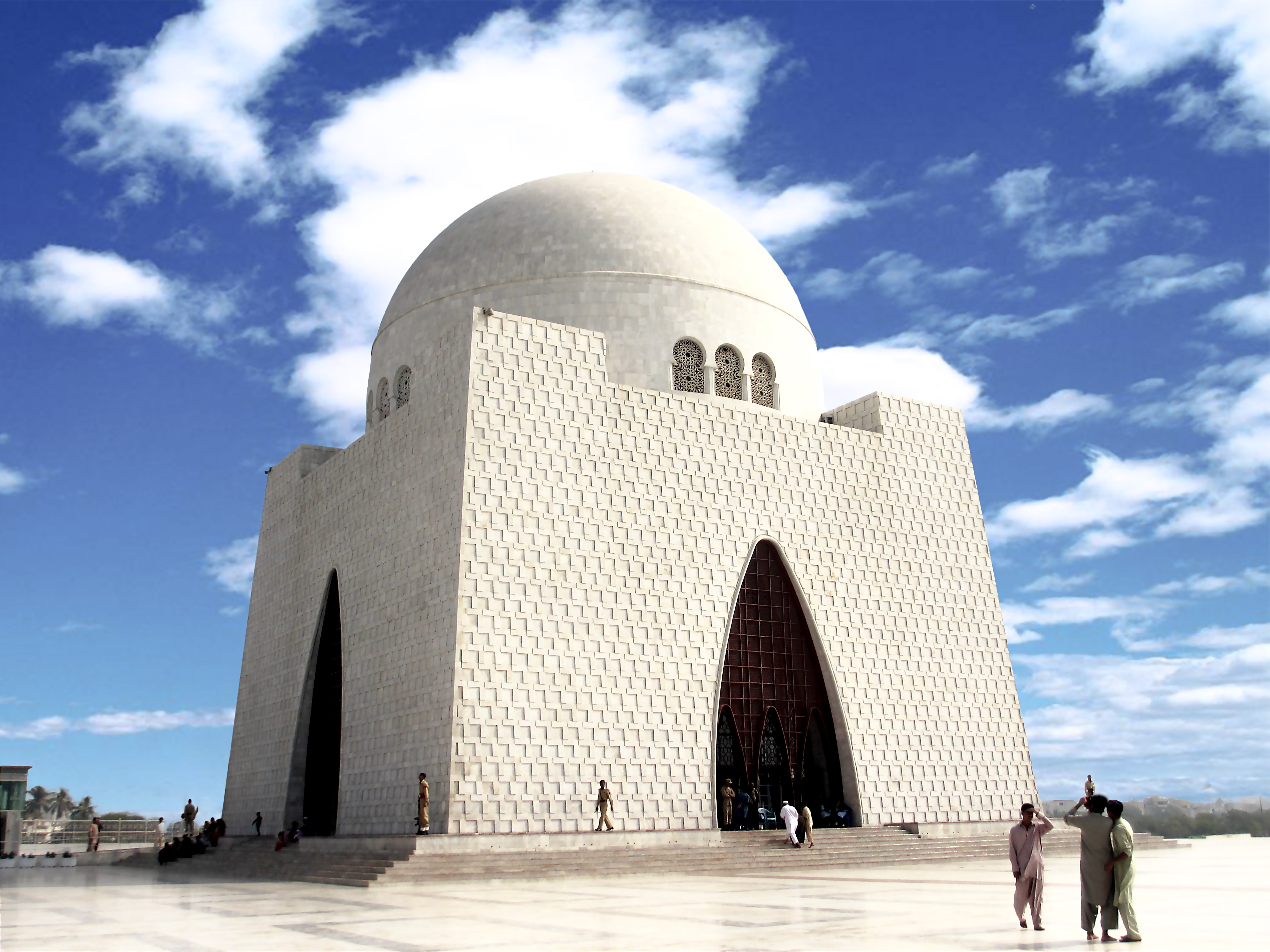
位於喀拉蚩的領袖陵

真納誕辰在巴基斯坦為重要節日及國定假日，全國各地皆有慶祝傳統，並於政府機構和私人建築懸掛國旗。由於12月25日同時也是聖誕節，巴基斯坦國民會於當日同時慶祝兩個節日。
統一的紀念儀式通常會於喀拉蚩的領袖陵舉行，國家領導人、政治人物、軍官和人民均會出席，活動的保全工作由巴基斯坦陸軍和空軍負責，真納誕辰當日亦會於領袖陵舉行衛兵交接儀式。雖然主要目的是為強調真納一生的貢獻，但大多數的公私部門在節日當天皆會關閉，包括各級學校、學院、大學，以便多項活動（如辯論、研討會和展覽）能夠順利辦理。

### 連結
1. ↑  Siddiqui, Latafat Ali. . Dawn. 2007-02-01  [2020-08-30] （英语）.
2. ↑  Ahmed 2005，第239頁.
3. 1 2 3  . National Today. 2021-11-04  [2021-12-25]. （原始内容存档于2025-01-04） （英语）.
4. 1 2 3  Abro, Zahid Hussain. . The News International. 2021-12-25  [2025-01-29]. （原始内容存档于2025-01-28） （英语）.
5. ↑  . The Express Tribune. 2019-12-25  [2025-01-29]. （原始内容存档于2019-12-25） （英语）.
6. ↑  . Time and Date.   [2025-01-29]. （原始内容存档于2024-12-20） （英语）.
7. ↑  . Dawn. 2024-12-25  [2025-01-29]. （原始内容存档于2025-01-02） （英语）.
8. ↑  Web Desk. . Geo Television Network. 2019-12-25  [2025-01-29]. （原始内容存档于2024-11-27） （英语）.
9. ↑  . Dawn. 巴基斯坦. 2019-12-25  [2025-01-29]. （原始内容存档于2024-12-25） （英语）.
10. ↑  . SAMAA TV. 2019-12-25  [2025-01-29]. （原始内容存档于2020-04-08） （英语）.
11. 1 2  . Radio Pakistan. 2019-12-26  [2025-01-29]. （原始内容存档于2020-07-28） （英语）.
12. ↑  . The Nation. 2017-12-24  [2025-01-29]. （原始内容存档于2023-04-22） （英语）.

### 書籍
- Ahmed, Akbar S. . London: Routledge. 2005 [1997年初版]. ISBN 978-1-134-75022-1 （英语）.